# سنگ‌چشم‌تنه آندی
سنگ‌چشم‌تنه آندی (نام علمی: Laniisoma buckleyi)، که همچنین به عنوان مویه‌گر آندی شناخته می‌شود، گونه‌ای از پرندگان گنجشک‌سان از خانواده مرغان کدر است که در جنگل‌های نمناک آند در ونزوئلا، کلمبیا، اکوادور، پرو و بولیوی یافت می‌شود. این گونه در گذشته با سنگ‌چشم‌نمای برزیلی (Laniisoma elegans) هم‌گونه (conspecific) در نظر گرفته می‌شد.